# 熱心党
熱心党（ねっしんとう、ヘブライ語: קנאי, kanai、(複) ヘブライ語: קנאים, kana'im）は、イエス時代に存在したユダヤ教の政治的宗教集団である。ギリシャ語の訳語から、ゼロテ派（希: ζηλωτής, zēlōtēs、英: Zealot ; (複) 希: ζηλωταί, zēlōtai、英: Zealots）とも呼称される。

## 概要
ヘロデ大王の治世（前37年 - 4年）に結成されたが、その起源はマカバイ戦争まで遡る。フラウィウス・ヨセフスは、ユダヤ戦争時におけるユダヤ側のレジスタンス闘争者の呼称として用いている。
紀元元年前後のユダヤ民族は、ハスモン朝といった一時的な独立の時期もあるが、ユダ王国崩壊以後500年以上被支配の状態にあった。そうした状況の中で、多くの人々はユダヤ人民族国家の建国をほとんど諦め、被支配を前提に、その中でどのように神と係わりを持つか、民族を保つかといった妥協的な考えに向かわざるを得なかった。しかし一方で、ユダヤ民族独立を未だ現実的に切望する集団もいた。熱心党は、そうした集団の内、手段を厭わず暴力行為を以ってしてでも目的を遂行しようという当時の抵抗組織である。有名なのがシカリ派などである。シカリ派は聖書では短剣を持った4000人の男と書かれている。ラテン語のシーカーリイーに由来しておりシーカは短剣を意味し、「短剣を使うもの」という意味がある。

## 新約聖書と熱心党
新約聖書中には、熱心党、またはその可能性のある人物が幾人か見られる。
- 熱心党のシモン
- シカリ派